# Very Swedish
Very Swedish är ett musikalbum från 2000 av jazzgruppen Sweet Jazz Trio.

## Låtlista
1. Ack Värmeland du sköna (trad) – 6'02
2. Life can be so Sweet (Hacke Björksten) – 4'43
3. Byssan Lull (trad) – 3'34
4. Va dä du (trad) – 1'05
5. Jag vet en dejlig rosa (trad) – 4'10
6. Elvan (Lasse Törnqvist) – 4'05
7. Danny's Dream (Lars Gullin) – 4'10
8. Det gåtfulla folket (Olle Adolphson) – 3'24
9. Underbart är kort (Povel Ramel) – 5'35
10. Vem kan segla förutan vind? (trad) – 0'53
11. Södermalm (Thore Swanerud) – 3'30
12. Somliga går i trasiga skor (Cornelis Vreeswijk) – 4'17
13. Jill (Lasse Törnqvist) – 4'47
14. Kristallen den fina (trad) – 4'13
15. Elin i hagen (Torgny Björk) – 1'23

## Medverkande
- Lasse Törnqvist – kornett
- Mats Larsson – gitarr
- Hans Backenroth – bas